# 4070-es busz
A 4070-es jelzésű autóbuszvonal Kazincbarcika / Berente és Szuhafő között húzódó helyközi vonal, amelyet a Volánbusz Zrt. üzemeltet Kurityán érintésével.

## Útvonala
Kazincbarcika autóbusz-állomásról indul. A város Építők útja felé indul el, majd a városházája mellett elhaladva szabadnapokon 1; munkanapokon és munkaszüneti napokon 2 alkalommal a vasútállomás is érintett. A Szent Flórián térhez érkezik, innentől haladnak azonos útvonalon a berentei bányagépjavító üzemtől/-ig közlekedő indítások. A 2606-os mellékúton hagyja el Kazincbarcikát, keresztezi a 92-es vasútvonalat. Első település Múcsony, melyet a vele összenőtt Szuhakálló követ. A vonal 11. kilométerén Kurityánba hajt be, a 3 kilométer hosszúságú község szomszédja Felsőnyárád, jelentős vonalközi végállomás. Itt válik el a 4075-ös vonaltól, nyugati irányban hajt tovább. Jákfalván is keresztül fut útvonala, majd S alakot tesz Dövényben. A következő falu Alsószuha, majd a 2601-es mellékutat keresztezi (és az 1034-es országos autóbuszvonalat is) Zádorfalva peremén, mely szintén vonalközi végállomás, alig pár indítás végállomásozik a zsákfalu Szuhafőn.

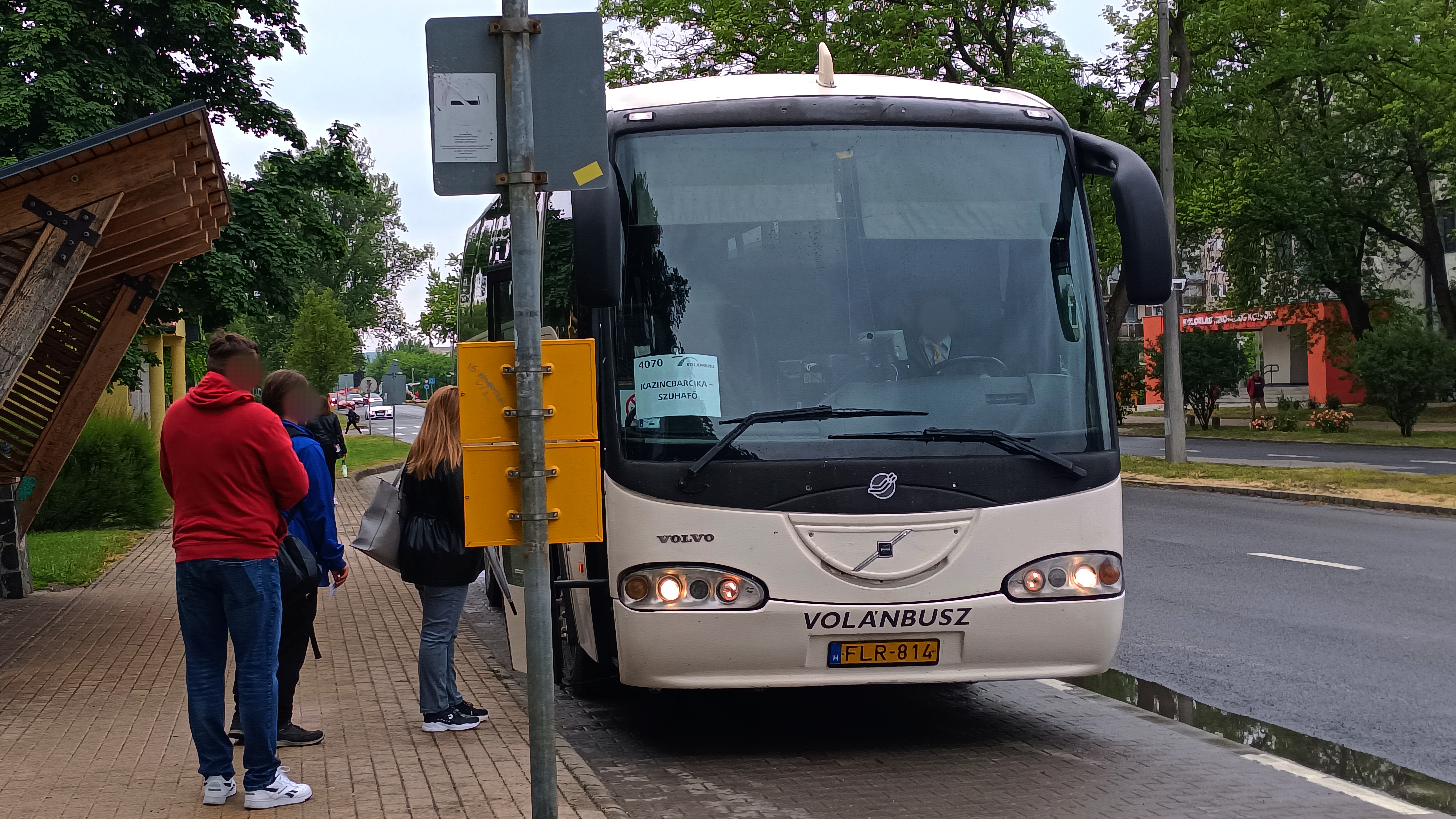
Az egykoron Borsod Volános Irizar Century még mindig Borsod útjait járja

Ellentétes irányban útvonala változatlan.

## Közlekedése
Indításszáma magas, a teljes vonalat alacsony számú szóló járja be. Felsőnyárádig nagyobb számban Credo csuklósok a gyakoriak, esetenként Mercedes-Benz Conecto G-k is fellelhetőek, azonban a várostól messze megtalálható falvakat összekötő viszonylatok is szép számmal kiszolgáltak ilyen-olyan autóbusszal. Kazincbarcika Szent Flórián terén autóbuszos kapcsolat biztosított Miskolc felé/felől (3765-ös busz), míg vasútállomásán vasúti csatlakozás a miskolci vonatokra (92-es vasútvonal).
| Viszonylat                                           | Indításszám     | Közlekedési rend     |
| ---------------------------------------------------- | --------------- | -------------------- |
| Kazincbarcika, aut. áll. – Felsőnyárád, aut. vt.     | 3 oda, 5 vissza | munkanapokon         |
| Kazincbarcika, aut. áll. – Felsőnyárád, aut. vt.     | 1 pár           | munkaszüneti napokon |
| Kazincbarcika, aut. áll. – Zádorfalva, aut. vt.      | 3 pár           | munkanapokon         |
| Kazincbarcika, aut. áll. – Zádorfalva, aut. vt.      | 1 oda           | szabadnapokon        |
| Kazincbarcika, aut. áll. – Szuhafő, emlékmű          | 2 oda           | munkanapokon         |
| Kazincbarcika, aut. áll. – Szuhafő, emlékmű          | 1 oda           | szabadnapokon        |
| Kazincbarcika, aut. áll. – Szuhafő, emlékmű          | 2 oda           | munkaszüneti napokon |
| Berente, Bányagépjavító üzem ➝ Felsőnyárád, aut. vt. | 1 oda           | munkanapokon         |
| Berente, Bányagépjavító üzem ➝ Zádorfalva, aut. vt.  | 1 oda           | hétvégén             |
| Berente, Bányagépjavító üzem – Szuhafő, emlékmű      | 3 pár           | munkanapokon         |
| Berente, Bányagépjavító üzem – Szuhafő, emlékmű      | 2 oda, 3 vissza | hétvégén             |
| Felsőnyárád, aut. vt. – Jákfalva, élelmiszerbolt     | 1 pár           | tanítási napokon     |
| Felsőnyárád, aut. vt. ➝ Zádorfalva, aut. vt.         | 2 oda           | munkanapokon         |
| Felsőnyárád, aut. vt. – Szuhafő, emlékmű             | 2 oda, 5 vissza | munkanapokon         |
| Zádorfalva, aut. vt. ➝ Szuhafő, emlékmű              | 1 oda           | munkanapokon         |
| Zádorfalva, aut. vt. ➝ Szuhafő, emlékmű              | 2 oda           | szabadnapokon        |
| Zádorfalva, aut. vt. ➝ Szuhafő, emlékmű              | 1 oda           | munkaszüneti napokon |

## Megállóhelyei
| 0                                                                                              | Kazincbarcika, autóbusz-állomás végállomás           | 0.0 km  | 3, 9 1054 3408, 3756, 3763, 3764, 3765, 3766, 3767, 3770, 3772, 3773, 4040, 4041, 4046, 4047, 4048, 4050, 4052, 4057, 4059, 4060, 4065, 4066, 4069, 4075, 4080, 4082, 4083, 4084, 4154                                                              |
| 1                                                                                              | Kazincbarcika, Ifjúmunkás tér                        | 0.8 km  | 3 3408, 3756, 3763, 3764, 3765, 3770, 3772, 3773, 4040, 4041, 4044, 4047, 4048, 4050, 4052, 4057, 4059, 4060, 4065, 4066, 4069, 4075, 4080, 4082, 4083, 4084, 4153                                                                                  |
| 2                                                                                              | Kazincbarcika, kórház                                | 1.2 km  | 3 1054 3408, 3756, 3763, 3764, 3765, 3770, 3772, 3773, 4040, 4041, 4044, 4047, 4048, 4050, 4052, 4057, 4059, 4060, 4065, 4066, 4069, 4075, 4080, 4082, 4083, 4084, 4153                                                                             |
| 3                                                                                              | Kazincbarcika, városháza                             | 1.6 km  | 3 1369, 1384, 1410, 1411 3756, 3763, 3764, 3765, 3770, 3772, 3773, 4040, 4041, 4044, 4047, 4048, 4050, 4052, 4059, 4060, 4063, 4065, 4067, 4069, 4075, 4080, 4082, 4083, 4084                                                                       |
| Munkanapokon 2; szabadnapokon 1; munkaszüneti napokon 2 indítás érinti.                        |                                                      |         | |
| ∫                                                                                              | Kazincbarcika, Márka ABC                             | ∫       | 3 1054 4048, 4075, 4080, 4083 |
| ∫                                                                                              | Kazincbarcika, Vasút utca 1.                         | ∫       | 3 4048, 4075, 4080, 4083 |
| ∫                                                                                              | Kazincbarcika, vasútállomás                          | ∫       | 3 4048, 4075, 4080, 4083 Sajó expresszvonat, személyvonat – Kazincbarcika [92.] |
| ∫                                                                                              | Kazincbarcika, Vasút utca 1.                         | ∫       | 3 4048, 4075, 4080, 4083 |
| ∫                                                                                              | Kazincbarcika, Márka ABC                             | ∫       | 3 1054 4048, 4075, 4080, 4083 |
| 4                                                                                              | Kazincbarcika, központi iskola                       | 2.0 km  | 3756, 3763, 3764, 3765, 3770, 3772, 3773, 4040, 4041, 4044, 4047, 4048, 4050, 4052, 4059, 4060, 4063, 4065, 4067, 4069, 4075, 4080, 4082, 4083, 4084                                                                                                |
| 5                                                                                              | Kazincbarcika, temető                                | 2.7 km  | 3756, 3763, 3764, 3765, 3766, 3767, 3770, 3772, 3773, 4040, 4041, 4044, 4046, 4047, 4048, 4050, 4052, 4059, 4060, 4063, 4065, 4066, 4067, 4069, 4075, 4080, 4082, 4083, 4084                                                                        |
| Munkanapokon 2 indítás érinti.                                                                 |                                                      |         | |
| –4                                                                                             | Berente, Bányagépjavító üzem végállomás              | ∫       | 3756, 3763, 3764, 3765, 3770, 3773, 4045, 4046, 4048, 4049, 4050, 4052, 4061, 4062, 4063, 4067, 4075, 4082 |
| –3                                                                                             | Berente, PVC gyár bejárati út                        | ∫       | 1369, 1384, 1410, 1411 3756, 3763, 3764, 3765, 3766, 3767, 3769, 3770, 3773, 4045, 4046, 4047, 4048, 4050, 4052, 4058, 4061, 4062, 4063, 4067, 4075, 4081, 4082                                                                                     |
| –2                                                                                             | Kazincbarcika, BorsodChem IV. kapu                   | ∫       | 1369, 1384 3756, 3763, 3764, 3765, 3770, 3773, 4045, 4046, 4047, 4048, 4050, 4052, 4058, 4061, 4062, 4063, 4067, 4075, 4081, 4082 |
| –1                                                                                             | Kazincbarcika, Volán-telep                           | ∫       | 3756, 3763, 3764, 3765, 3770, 3773, 4045, 4046, 4047, 4048, 4050, 4052, 4058, 4061, 4062, 4063, 4067, 4075, 4081, 4082 |
| 6                                                                                              | Kazincbarcika, Szent Flórián tér autóbusz-váróterem  | 3.6 km  | 1054, 1369, 1384, 1410, 1411 3756, 3763, 3764, 3765, 3766, 3767, 3769, 3770, 3772, 3773, 4040, 4041, 4043, 4044, 4045, 4046, 4047, 4048, 4050, 4052, 4058, 4059, 4061, 4063, 4065, 4066, 4067, 4069, 4075, 4079, 4080, 4081, 4082, 4083, 4084, 4194 |
| 7                                                                                              | Kazincbarcika, VGV telep                             | 4.3 km  | 3769, 3772, 4040, 4041, 4043, 4044, 4069, 4075, 4078, 4079, 4080, 4081, 4082, 4083, 4084 személyvonat – Kazincbarcika alsó [92.] |
| 8                                                                                              | Szeles IV. akna                                      | 6.0 km  | 3772, 4040, 4041, 4043, 4044, 4069, 4075, 4078, 4079, 4080, 4081, 4082, 4083, 4084 |
| 9                                                                                              | Múcsony, kazincbarcikai elágazás                     | 7.4 km  | 3769, 3772, 4040, 4041, 4043, 4044, 4069, 4075, 4078, 4079, 4080, 4081, 4082, 4083, 4084 |
| 10                                                                                             | Múcsony (Alberttelep), kultúrház                     | 8.2 km  | 3769, 3774, 4069, 4075, 4078, 4079, 4080, 4081, 4082, 4083, 4084, 4095 |
| 11                                                                                             | Szuhakálló-Múcsony vasútállomás bejárati út          | 8.7 km  | 1054 3774, 4069, 4075, 4078, 4079 |
| 12                                                                                             | Winterbánya                                          | 9.8 km  | 3774, 4075, 4078, 4079 |
| 13                                                                                             | Kurityán, újtelep                                    | 10.9 km | 3774, 4075, 4078, 4079 |
| 14                                                                                             | Kurityán, autóbusz-váróterem                         | 11.6 km | 3774, 4075, 4078, 4079 |
| 15                                                                                             | Kurityán, habselyemgyár                              | 12.2 km | 4075, 4078, 4079 |
| 16                                                                                             | Kurityán, egészségház                                | 12.6 km | 3774, 4075, 4078, 4079 |
| 17                                                                                             | Kurityán, községháza                                 | 13.3 km | 1054 3774, 4075, 4078, 4079 |
| 18                                                                                             | Kurityán, fűszerbolt                                 | 13.9 km | 3774, 4075, 4078, 4079 |
| 19                                                                                             | Felsőnyárád, dövényi elágazás                        | 15.7 km | 1054 3774, 4075, 4078, 4079 |
| Tanítási napokon 21; tanszünetben munkanapokon 19; munkaszüneti napokon 2 alkalommal érintett. |                                                      |         | |
| ∫                                                                                              | Felsőnyárád, iskola                                  | ∫       | 3774, 4075, 4078, 4079, 4188 |
| ∫                                                                                              | Felsőnyárád, autóbusz-váróterem vonalközi végállomás | ∫       | 3774, 4075, 4078, 4079, 4188 |
| ∫                                                                                              | Felsőnyárád, iskola                                  | ∫       | 3774, 4075, 4078, 4079, 4188 |
| 20                                                                                             | Jákfalva, élelmiszerbolt vonalközi végállomás        | 17.7 km | 4188 |
| 21                                                                                             | Varcsótanya                                          | 18.4 km | 4188 |
| 22                                                                                             | Dövény, községháza                                   | 20.5 km | 4188 |
| 23                                                                                             | Rónyapuszta                                          | 22.5 km | 4188 |
| 24                                                                                             | Alsószuha, major                                     | 24.3 km | 4188 |
| 25                                                                                             | Alsószuha, autóbusz-váróterem                        | 24.8 km | 4104, 4140, 4188 |
| 26                                                                                             | Zádorfalva, autóbusz-váróterem vonalközi végállomás  | 27.1 km | 1034 4104, 4140 |
| 27                                                                                             | Zádorfalva, községháza                               | 27.5 km | 4104, 4140 |
| 28                                                                                             | Szuhafő, Kossuth utca 2.                             | 30.8 km | – |
| 29                                                                                             | Szuhafő, emlékmű végállomás                          | 31.3 km | – |